# Diocesi di Auzegera
La diocesi di Auzegera (in latino Dioecesis Auzegerensis) è una sede soppressa e sede titolare della Chiesa cattolica.

## Storia
Auzegera, forse identificabile con Henchir-El-Baguel nell'odierna Tunisia, è un'antica sede episcopale della provincia romana di Bizacena.
Sono due i vescovi noti di questa sede. Alla conferenza di Cartagine del 411, che vide riuniti assieme i vescovi cattolici e donatisti dell'Africa, partecipò Donatus episcopus Auzagerensis, donatista senza competitore cattolico. Il nome di Villatico figura al 96º posto nella lista dei vescovi della Bizacena convocati a Cartagine dal re vandalo Unerico nel 484; Villatico, come tutti gli altri vescovi cattolici africani, fu condannato all'esilio.
Dal 1933 Auzegera è annoverata tra le sedi vescovili titolari della Chiesa cattolica; dal 22 marzo 2014 il vescovo titolare è Juan Armando Pérez Talamantes, vescovo ausiliare di Monterrey.

## Cronotassi

### Vescovi residenti
- Donaziano † (menzionato nel 411) (vescovo donatista)

- Villatico † (menzionato nel 484)

### Vescovi titolari
- Alonso Arteaga Yepes † (12 settembre 1962 - 24 luglio 1965 nominato vescovo di Ipiales)
- Pedro Pablo Tenreiro Francia † (11 novembre 1965 - 19 gennaio 1971 dimesso)
- Pius Suh Awa † (20 febbraio 1971 - 29 gennaio 1973 succeduto vescovo di Buéa)
- Antonio Arregui Yarza (4 gennaio 1990 - 25 luglio 1995 nominato vescovo di Ibarra)
- Carmelo Echenagusia Uribe † (8 settembre 1995 - 6 novembre 2008 deceduto)
- Binay Kandulna (10 febbraio 2009 - 30 novembre 2012 nominato vescovo di Khunti)
- Juan Armando Pérez Talamantes, dal 22 marzo 2014